# 地方発 ドキュメンタリー
『地方発 ドキュメンタリー』（ちほうはつ‐）は、NHK総合テレビジョンで2013年4月1日（日付上は4月2日）から2015年3月23日（同3月24日）にかけて放送されたドキュメンタリー番組である。

## 番組概要
この番組では、日本各地の“現場”にじっくりと腰を据え、目を凝らして見つめることで、初めて浮かび上がってくる「日本の課題」をNHKの全国ネットワークの強みを活かして、「地方」でしかわからない「地方」だからこそわかる多様な“現実”を伝えるものである。
基本的に、各放送局が金曜の20時台に放送する地域情報番組を内容のベースとするが、状況により新作を出す場合もある。

## 放送時間
毎週月曜 24:40 - 25:25（火曜 0:40 - 1:25）

## 連動する各地の番組
主に、以下の番組のうち内容がドキュメンタリー系のものを中心に再構成して放送される。しかし週1回しかないため、状況に応じて従前通り『ろーかる直送便』でそのまま放送されることもある。また『えぇトコ』（関西）などバラエティ要素が強いものはこの番組の対象外である。
- 北スペシャル（北海道）
- 東北Z（東北）
- 首都圏スペシャル（関東甲信越）
  - 金曜山梨（山梨県）
  - 茨城スペシャル（茨城県）
- 金とく（中部）
- 金曜スペシャル『スリーストーリーズ』（中国）
- しこく8（四国）
- きん☆すた『私の特別な一日 a special day』（九州沖縄）
  - くまもとの風スペシャル（熊本県）
  - がばい元気宣言（佐賀県）
  - 沖縄金曜クルーズ きんくる（沖縄県）

中国と九州沖縄の企画は、編成方針見直しを先取りする形で作られた企画。十数分のミニドキュメンタリーを枠内で3本放送する。